# 번리

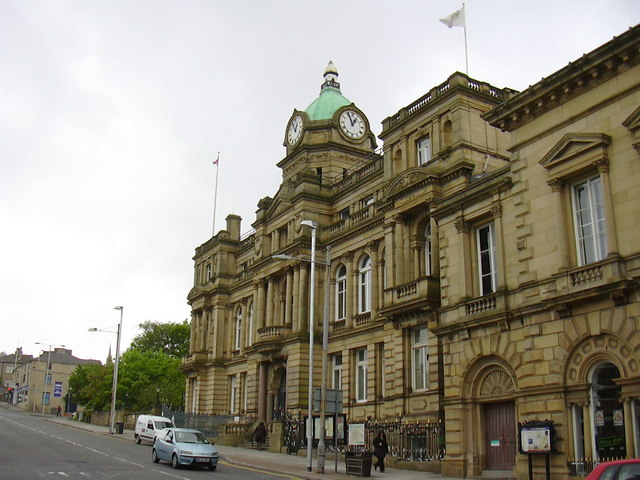
번리

번리(Burnley)는 랭커셔주의 도시이다. 인구는 73,021명이다. 축구 클럽 번리 FC의 연고지이며, 2015-16 풋볼리그 챔피언십 우승하여 2016-17 프리미어리그로 승격하였다.